# Cakranegara Timur
Cakranegara Timur is een bestuurslaag in het regentschap Mataram van de provincie West-Nusa Tenggara, Indonesië. Cakranegara Timur telt 3993 inwoners (volkstelling 2010).